# Per Olav Wiken
Per Olav Wiken (* 23. März 1937 in Oslo; † 14. Januar 2011 in La Duquesa, Spanien) war ein norwegischer Segler.

Segelriss Star

## Erfolge
Per Olav Wiken nahm an den Olympischen Spielen 1968 in Mexiko-Stadt mit Peder Lunde junior in der offenen Zweimann-Kielboot Bootsklasse Star teil. Der Austragungsort war Acapulco. Während die US-Amerikaner Peter Barrett und Lowell North die Konkurrenz mit großem Abstand gewannen, setzten sich Wiken und Lunde im Duell um den zweiten Platz mit 43,7 Punkten knapp gegen das italienische Duo Franco Cavallo und Camillo Gargano durch, die auf 44,7 Gesamtpunkte kamen. Sie erhielten damit die Silbermedaille.